# Hime-sama goyōjin
Hime-sama goyōjin (姫様ご用心?) è una serie televisiva anime di 12 episodi prodotta da Nomad e trasmessa in Giappone su WOWOW dal 12 aprile al 19 luglio 2006. Nel 2007 la serie è stata tradotta in inglese e questo le ha permesso di essere trasmessa anche fuori dal paese, ad eccezione dell'Italia.

## Trama
Himeko Tsubaki incontra una coppia di ladri chiamati Leslie e Karen. La ragazza incidentalmente prende la refurtiva dei ragazzi fra cui una magica corona. Appena messasi la corona sulla testa subito diventa una principessa e grazie a tale trasformazione realizza tutti i suoi desideri. Anche i suoi compagni di scuola e i professori sono convinti che lei sia una principessa, ma molti ladri sono attirati dalla magica corona e dalla reale principessa che rivuole l'oggetto, chiamata Nana.

## Personaggi
- (椿 姫子?, Tsubaki Himeko) Doppiatrice: Ryōko Shintani, xenofobica, è la ragazza protagonista della storia, approfitta della magi per mangiare o comprare tutto quello che vuole.
- (ナーナ?, Nana) Doppiatrice: Ui Miyazaki, la ragazza che insegue Himeko non riesce a comprendere il suo agire, è lei la reale principessa.
- (バ・ナーナ?, Banana) , una scimmia, animale da compagnia della principessa Nana.
- (菜花そばな?, Nabana Sobana) Doppiatrice: Miyuki Sawashiro, la migliore amica di Himeko, era stata imprigionata ma viene liberata da lei.
- (美涼葵?, Misuzu Aoi) Doppiatrice: Kozue Yoshizumi, una ragazza che a scuola primeggia su tutto, odia Himako.

## Episodi
La serie conta 12 episodi ancora inediti in Italia.
| Nº | Giapponese 「Kanji」 - Rōmaji                                    | In onda        | In onda |
| Nº | Giapponese 「Kanji」 - Rōmaji                                    | Giapponese     |         |
| 1  | 「オカン王冠こりゃあかん」 - Okan Ōkan Korya Akan                | 12 aprile 2006 |         |
| 2  | 「あやうしテニスの王女様」 - Ayaushi Tenisu no Ōjo-sama          | 19 aprile 2006 |         |
| 3  | 「お客は刺客で絶体絶命」 - Okyaku wa Shikaku de Zettai Zetsumei  | 26 aprile 2006 |         |
| 4  | 「わたしの彼はさわぎすぎ」 - Watashi no Kare wa Sawagi sugi      | 10 maggio 2006 |         |
| 5  | 「姫子誰の子ニャン子の子?」 - Himeko Dare no Ko Nyanko no Ko?    | 17 maggio 2006 |         |
| 6  | 「ニャンコの国のナーナ」 - Nyanko no Kuni no Nāna                | 24 maggio 2006 |         |
| 7  | 「勝手に指定、師弟に決定!」 - Katte ni Shitei, Shitei ni Kettei! | 14 giugno 2006 |         |
| 8  | 「勝訴? 敗訴? 言ってみそ!」 - Shōso? Haiso? Itte Miso!           | 21 giugno 2006 |         |
| 9  | 「バイトヤバイと知らないと」 - Baito Yabai to Shiranai to        | 28 giugno 2006 |         |
| 10 | 「取れた王冠ばれたらいかん」 - Toreta Ōkan Baretara Ikan         | 5 luglio 2006  |         |
| 11 | 「ナーナのために世界はあるの」 - Nāna no Tame ni Sekai wa Aru no | 12 luglio 2006 |         |
| 12 | 「世界はいいかげんで良い加減」 - Sekai wa Ii Kagen de Ii Kagen   | 19 luglio 2006 |         |

## Sigle

### Sigla iniziale
- 百発百中とらぶるん♪ (Hyappatsu Hyakuchū Toraburun♪)
Parole di: Aki Hata
Musica di: Shinji Tamura
Arrangiamento di: Masaki Suzuki
cantata da: Ryōko Shintani e Ui Miyazaki

### Sigla finale
- CANDY☆POP☆SWEET☆HEART
musica di: R・O・N
cantata da: Ryōko Shintani